# REM-Schlaf abhängige Asystolie

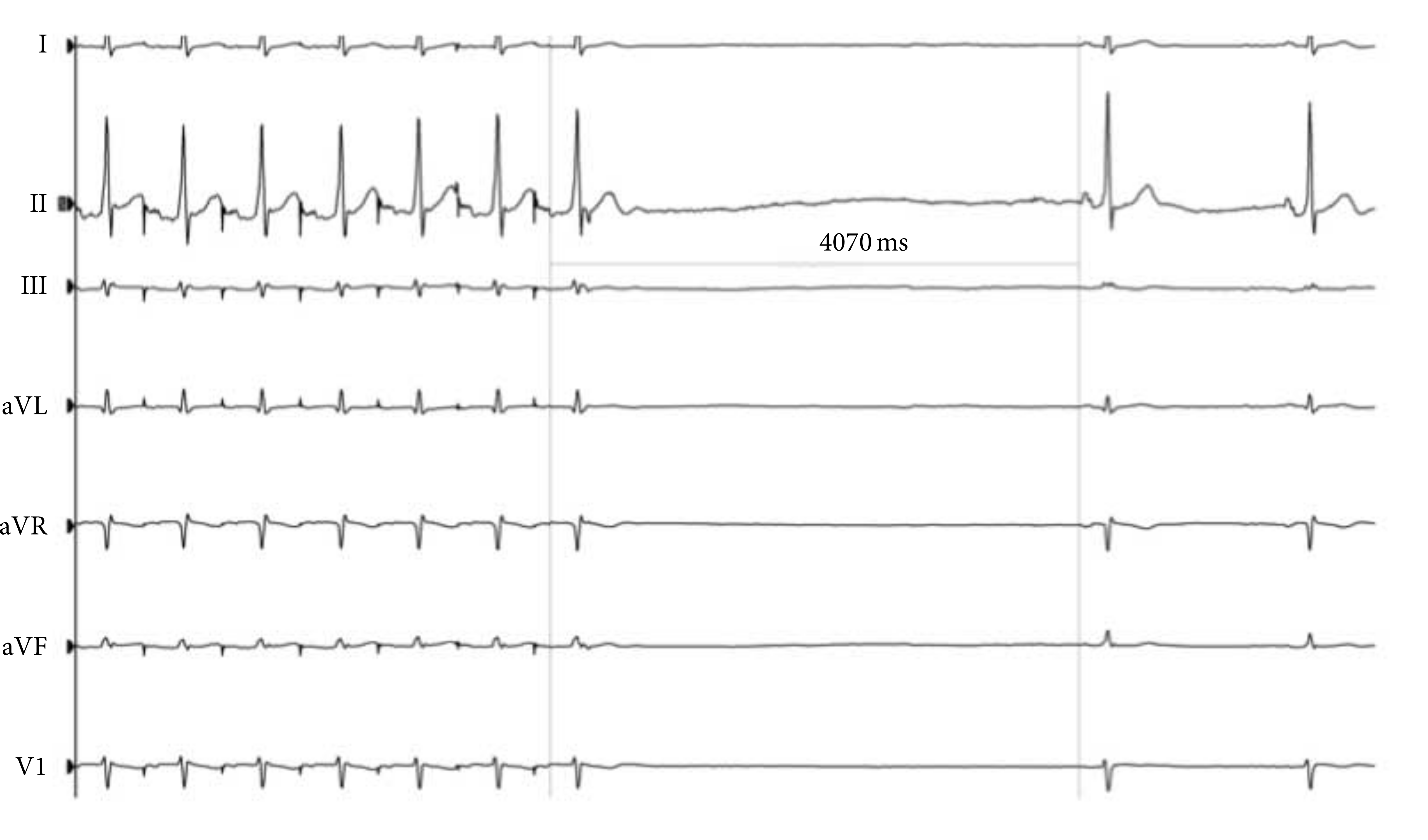
EKG-Aufnahme, welche eine Sinuspause von 4070 Millisekunden zeigt

REM-Schlaf-abhängige Asystolie ist ein seltener Befund, eine seltene Erkrankung bzw. ein seltenes Syndrom und der Parasomnie bzw. Herzrhythmusstörung zuzuordnen. Die Herzstillstände können bis zu 12 Sekunden oder 15,6 Sekunden dauern. Auch bei gesunden Athleten wurden schon Herzstillstände von bis zu 9 Sekunden beobachtet. In einer Nacht können mehrere Asystolien auftreten. Als unterer Schwellwert gelten Pausen kleiner als 3,5, 2,5 oder 2,0 Sekunden (kürzere Pausen entsprechen 30 oder mehr Schlägen pro Minute und fallen damit unter die Bradykardie). REM-Schlaf-abhängige Asystolien werden bei Männern häufiger beobachtet als Frauen.

## Diagnostik
Zur Diagnostik dient ein Langzeit-EKG.
Für die erste Diagnose dient in der Regel ein 24-Stunden-EGK.
Um Zusammenhänge mit anderen klinischen Symptomen auszuschließen oder zu bestätigen, kann ein Event-Recorder oder ein implantierbarer kardialer Monitor eingesetzt werden.
Die Sicherung des Befundes ist nicht trivial.
Die REM-Schlaf-Abhängigkeit lässt sich nur mittels gleichzeitiger Elektroenzephalografie (EEG) z. B. im Schlaflabor nachweisen. Im Schlaflabor lässt sich auch ein allfälliger Zusammenhang mit Schlafapnoe feststellen oder ausschließen.
REM-Schlaf-abhängige Asystolien ohne Hypopnoe oder Schlafapnoe gelten als selten.
Bei Patienten mit selten aufgetretenen Synkopen kann der Zusammenhang mit einer (kurzzeitigen) Asystolie während der Wachphase nur nachgewiesen werden, wenn während des Ereignisses ein EKG getragen wurde.
Das Vorliegen von Asystolien in der Schlafphase bei einem 24-Stunden-EKG (ohne weitere Auffälligkeiten) ist in so einem Fall schwierig zu beurteilen. Einerseits kann es sich um eine zufällige Aufzeichnung einer Asystolie handeln, die am Tag zu einer Synkope geführt hätte. Andererseits kann es auch eine (oder mehrere) harmlose REM-Schlaf-abhängige Asystolie sein. Mehrere 24-Stunden-EKGs oder ein EKG über einen längeren Zeitraum können bei der Differenzierung helfen.

## Symptome
Patienten bemerken die Asystolien oft gar nicht. Asystolien können die Erholsamkeit des Schlafes verringern, was zu allgemeinen Beschwerden führen kann. Patienten können von einer Asystolie erwachen und dabei als Beschwerden Schwindel, Schwächegefühl und Brustschmerzen aufweisen. Wenn ein Betroffener während einer Asysolie aufgeweckt wird, kann er Benommenheit oder ein vages unwohles Gefühl in der Brust wahrnehmen, bis hin zu Bewusstseinsverlust/Synkope. Erwacht der Patient im Zusammenhang mit einer Asystolie und erleidet einen Bewusstseinsverlust, kann es zu Sturzverletzungen kommen.

## Behandlung
Wenn möglich, sollte die Ursache ermittelt und behandelt werden. Wenn die Ursache in Schlafapnoe liegt, kann eine CPAP-Therapie erfolgreich sein.
Medikamente, die eine Bradykardie verstärken oder verursachen können (z. B. Betablocker), können auch eine REM-Schlaf-abhängige Asystolie verstärken oder verursachen.
Auf solche Medikamente ist bei Patienten mit REM-Schlaf-abhängiger Asystolie wenn möglich zu verzichten. Kann auf solche Medikamente nicht verzichtet werden, kann das für eine Schrittmacherindikation sprechen.
Eine REM-Schlaf-abhängige Asystolie kann aber auch unabhängig von Schlafapnoe oder Medikamentation vorliegen. Das Erfordernis eines Herzschrittmachers ist abzuklären (Sinusknotensyndrom), wobei die Indikation symptomorientiert und bei fraglicher Indikation eine abwartende Haltung gerechtfertigt ist. Nächtliche Pausen (des Herzschlages) bei ansonsten asymptomatischen Patienten stellen keine prophylaktische Schrittmacherindikation dar.
Gute Schlafhygiene/Schlafgewohnheiten kann sich positiv auf Häufigkeit und Länge auswirken.